# Pseudomicrargus latitegulatus
Pseudomicrargus latitegulatus là một loài nhện trong họ Linyphiidae.
Loài này thuộc chi Pseudomicrargus. Pseudomicrargus latitegulatus được Ryoji Oi miêu tả năm 1960.